# Memórias: de Corumbá a Berlim
Memórias: de Corumbá a Berlim é um livro escrito por Mário Calábria e que fala de sua trajetória como embaixador do Brasil na Alemanha
O livro analisa momentos em que o autor assistiu, como a Guerra Fria, a situação da Europa depois da Segunda Guerra Mundial
e a queda do Muro de Berlim. O livro ainda fala sobre sua infância em Corumbá (sua terra natal), sua família, sua descoberta da diplomacia, além de algumas histórias de trabalho mais desagradáveis, além de falar também um pouco sobre os imigrantes que colonizaram Corumbá. Ainda consta passagens curiosas e históricas de sua vida, como a sua paixão por literatura.
Por ser apaixonado pela literatura, conheceu figuras nacionalmente conhecidas como Carlos Drummond de Andrade (na época funcionário do Ministério da Educação) e João Cabral de Melo Neto (diplomata), além de ser amigo de João Guimarães Rosa (funcionário do Itamaraty), Carlos Lacerda e Roberto Campos (também diplomata), entre outros.
Seu modo de escrever é sofisticado e limpo e se pudesse ter escolhido teria se dedicado às letras em vez de se tornar embaixador.